# اقتصاد مدينة غزة

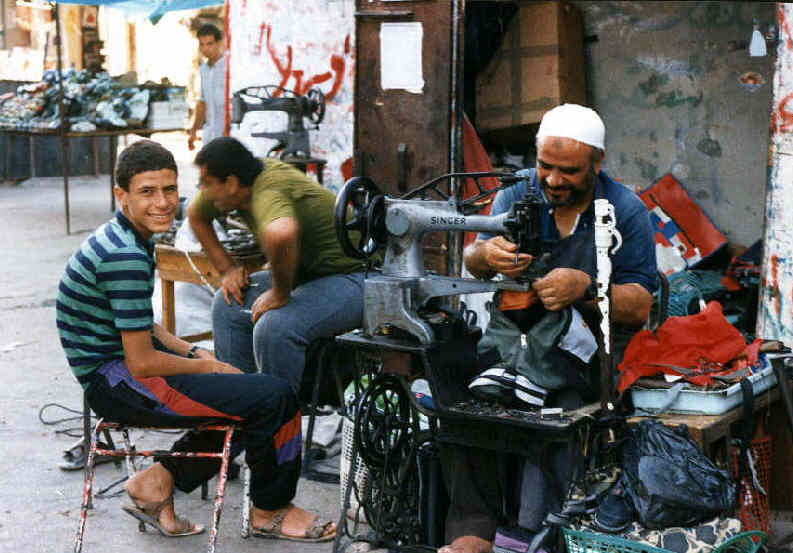
الصناعة في قطاع غزة

اعتمد اقتصاد قطاع غزّة على الصناعات الخفيفة والزراعة، وبعد سنواتٍ من الركود والانخفاض، فإن اقتصاد المدينة الآن في ازدهار وصعود، وعُزز ذلك بالمساعدات الخارجية التي تقدّم للفلسطينيين. حسب صندوق النقد الدولي، فإن الاقتصاد قد حقّق نموًّا بنسبة 20% في عام 2011، كما ارتفع الناتج القومي للفرد بنسبة 19%.

## خلفية تاريخية

### القرن التاسع عشر
في القرن التاسع عشر، كانت مدينة غزة واحدة من ست مدن رئيسية في إنتاج الصابون في منقطة بلاد الشّام، وكانت تسبقها في هذا المجال مدينة نابلس فقط. اشترت مصانعها المادة الأساسية للصابون وهي الصودا القلوية من تجّار مدينة نابلس والسلط في الأردن.
وبالرّغم من أن ميناءها كان خاملًا حيث تفوّق عليه ميناء كل من حيفا ويافا، إلا أنه كان المكان الأنسب للصيادين، كما ازدهرت التجارة البريّة فيها بسبب موقعها الاستراتيجيّ. وكانت تعتبر ملاذًا تستريح فيه معظم القوافل والمسافرين من مصر حيث يتوقفون للتزوّد بالغذاء والوقود وغيرهم.
كما كان بازار المدينة غنيًّا بالسّلع، وذكر إدوارد روبنسون بأن بازار مدينة غزة كان أفضل بكثير من بازارات مدينة القدس. وكان محصولها التجاري الأساسي هو القطن الذي كان يباع للحكومة والقبائل العربية المحليّة.

### العصر الحديث
عمل العديد من سكان المدينة داخل الدولة الإسرائيلية في الفترة التي كانت فيها الحدود مفتوحة، ولكن وبعد خطة الانفصال الإسرائيلية عام 2005، لم يعد بمقدورهم العمل هناك.
وبحسب تقديرات أوكسفام، عانت غزّة عجز في الإسكان، والمرافق التعليمية، والمرافق الصحيّة، والبنية التحتية، وكذلك من نظام صرف صحيّ سيّء وغير مناسب، الأمر الذي عزز من مخاطر ومشاكل الصحّة العامّة.
كما ارتفعت أسعار الغذاء خلال فترة الحصار، حيث ارتفعت أسعار دقيق القمح بنسبة 34% وأسعار الأرز بنسبة 21%، وارتفع عدد سكان المدينة الذين يعيشون تحت خط الفقر، حيث اعتمد 80% منهم على المساعدات الإنسانية في عام 2008، في حين كانت هذه النسبة حوالي 63% في عام 2006.
في عام 2007، قُدّر بأن العائلة في غزّة تنفق حوالي 62% من دخلها الشهري على الطّعام، في حين كانت هذه النسبة حوالي 34% في عام 2004، وخلال عقد، ارتفع عدد العائلات التي تعتمد على المساعدات المقدّمة من منظمة الأونروا إلى حوالي عشرة أضعاف.
وحسب صندوق النقد الدولي، انخفض معدّل البطالة، وحقق الاقتصاد في غزّة نموًّا بحوالي 16% في النصف الأول من عام 2010، وهو تقريبًا ضعف معدّل نمو اقتصاد الضفّة الغربيّة.
دفع الاتحاد الأوروبي 420 مليون يورو لمساعدة الفلسطينيين عام 2001، وقد تضمّن ذلك 55 مليون يورو من ألمانيا، و67 مليون يورو من فرنسا، بالإضافة إلى 63.6 مليون باوند (حوالي 76 مليون يورو) من بريطانيا عام 2007 فقط، ارتفعت معدلات التبرعات من ذلك الحين، حيث دفعت الولايات المتحدة والاتحاد الأوروبيّ حوالي 7.7 مليار دولار بين 2008-2010.
ازدهر اقتصاد غزة وحقق نموًّا ب27% مع بداية عام 2011، وانخفضت معدّلات البطالة إلى 29%، وهي أقل نسبة خلال العقد. وفي عام 2012، تبرّعت قطر بحوالي 400 مليون دولار لإنشاء وتمويل مشاريع في قطاع غزّة.
في نوفمبر عام 2012، دعا تقريرٌ صادرٌ من اتحاد الغرف التجارية الصناعية الزراعية الفلسطينية إلى تصنيف منطقة قطاع غزة بأنها منطقة تعاني من كارثة اقتصادية بعد أن تسببت الحرب عليها في عام 2012 إلى خسارة حوالي 300 مليون دولار في اقتصادها.

## الزراعة والصناعة
المحاصيل الزراعية الرئيسة في قطاع غزة هي الفراولة، والحمضيات، والتمور، والزيتون، والورود، بالإضافة إلى الخضار. ولكن التلوثّ والتعداد السكانيّ الكبير الذي يصرف كميّات كبيرة من المياه تسبّب في خفض القدرة الإنتاجيّة للمزارع.
أما بالنسبة للصناعات الخفيفة في المدينة فهي تتضمن إنتاج المواد البلاستيكية، ومواد البناء، والمنسوجات، والمفروشات، وصناعة الفخّار، والبلاط، والمواد النحاسيّة، والسجّاد.
بعد اتفاقية أوسلو، توظّف العديد من سكّان المدينة في القطاعات والوزارات الحكومية المختلفة وأجهزة الأمن، بالإضافة إلى حصولهم على وظائف في وكالة غوث وتشغيل اللاجئين الأونروا، والعديد من المؤسسات الدولية الأخرى التي تدعم التنمية في قطاع غزة.
في عام 2012، كان يمرّ من معبر كرم أبو سالم حوالي 250 شاحنة يوميًا لنقل البضائع من إسرائيل إلى قطاع غزة، ومنذ عام 2010، تم إنفاق حوالي 75 مليون شيكل في توسيع وتطوير الحدود، الأمر الذي جعلها قادرةً على تحمّل عبور 450 شاحنة يوميًّا.

## السياحة
يوجد في مدينة غزة عدد من الفنادق من ضمنها الفندق الموجود في متحف غزة، وفندق فلسطين، وفندق آدم، وفندق الأمل، وفندق القدس، وفندق مارنا هاوس، حيث تقع جميعها على الساحل باستثناء فندق فلسطين. وتملك الأمم المتحدة ناديًا على الشاطئ في نفس الشّارع. لا تعتبر غزة وجهة متكررة للسيّاح، ومعظم السياح الذين يقيمون بالفنادق صحفيون وعاملون في مجال المساعدات الإنسانيّة، وممثلون عن الأمم المتحدة أو الصليب الأحمر.

## البطالة
وصلت البطالة في قطاع غزة إلى حوالي 40% عام 2007م، وحسب تقديرات منظمة أوكسفام، فإن القطاع الخاص الذي وظّف حوالي 53% من الأيدي العاملة في غزّة قد تعرّض للخراب والدّمار وكذلك تعرضّ بعض مشاريعه إلى الإفلاس. من بين حوالي 110 آلاف عاملًا في هذا القطاع، فقد حوالي 75 ألفًا منهم وظيفته، وتوقفت 95% من القطاعات الصناعية في المدينة بسبب عدم القدرة على توريد المواد للإنتاج.
في يونيو من عام 2005م، كان هناك حوالي 3900 مصنعًا في غزة شغّلت حوالي 35 ألفًا من سكان المدينة، وفي ديسمبر من عام 2007م، تبقّى فقط 195 مصنعًا شغّلت حوالي 1700 عاملًا، تأثر كذلك قطاع الإنشاءات مع وجود عشرات آلاف العمال بلا عمل، ودمّر الحصار القطاع الزراعي مخلّفًا 40 ألف عاملٍ بلا وظيفة. تضاعفت معدّلات البطالة بشدّة بعد خطّة الانفصال وتخلّي إسرائيل عن الأيدي العاملة من قطاع غزة عام 2005م.